# Павлов Олександр Степанович
Олександр Степанович Па́влов (нар. 11 жовтня 1905, Золотоноша — пом. 26 грудня 1969, Київ) — український радянський живописець; член Спілки художників України.

## Біографія
Народився 28 вересня [11 жовтня] 1905 року в місті Золотоноші (тепер Черкаська область, Україна). У 1931 році закінчив Харківський художній інститут. 
З успіхом дебютував на виставці «По селах, містечках і містах України» у 1926 році. Брав участь у численних українських і всесоюзних виставках. У 1950-х працював в художніх майстернях Київського товариства художників «Укоопхудожник», пізніше перетвореного в Київське відділення майстерень Художнього фонду Спілки художників СРСР. Жив і працював у Києві.
Помер в Києві 26 грудня 1969 року.

## Творчість
Працював в галузі пейзажного жанру. Картини:
- «Українські простори» (1950-ті);
- «Лісова дорога» (1955);
- «Останні промені» (1957);
- «Свіжий вітер» (1957);
- «Придніпров'я» (1960);
- «Весняний травень» (1963).